# IndyCar Series 2011
Navigation
2010 2012

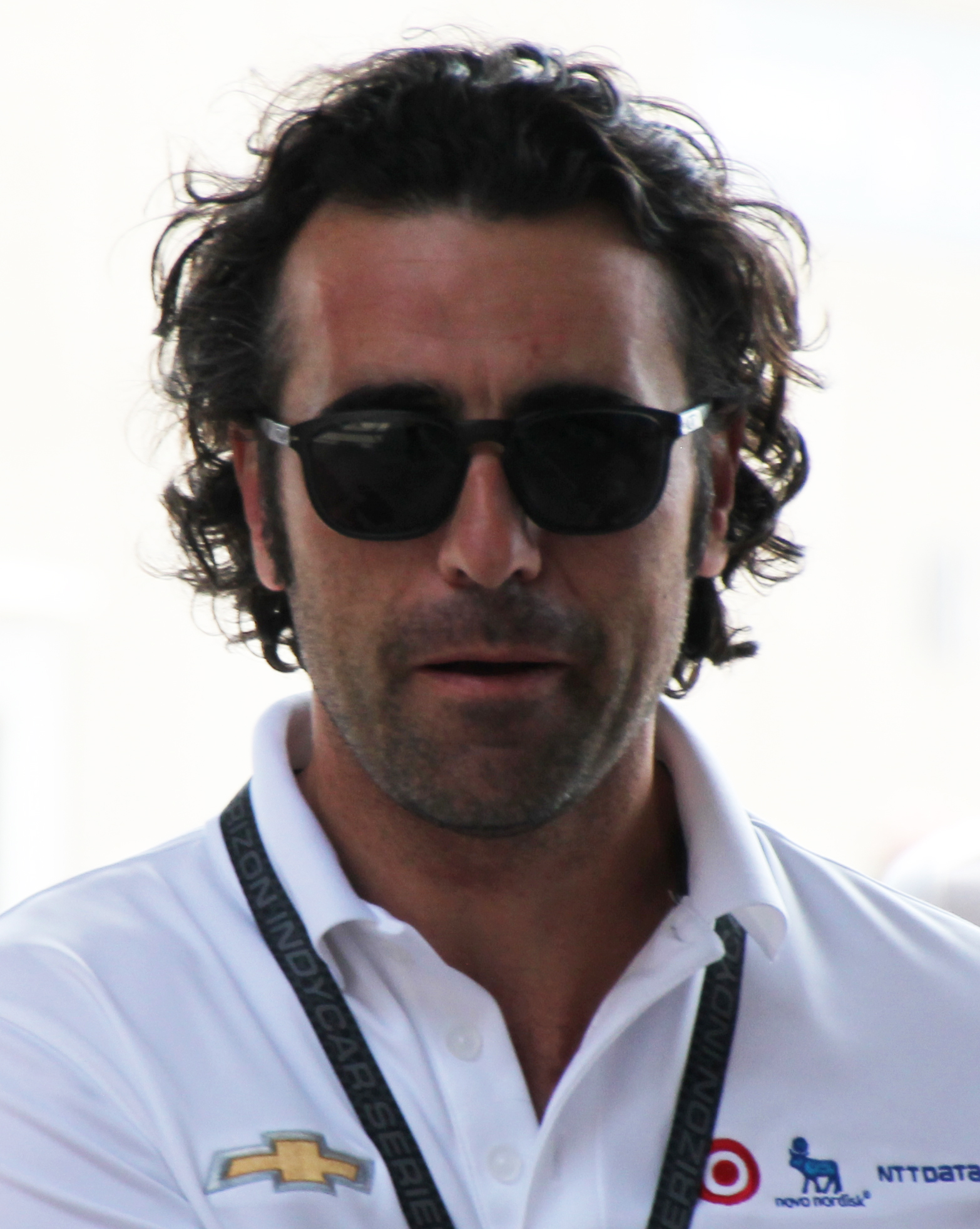
Dario Franchitti, champion d'Indycar Series 2011.

Le championnat IndyCar Series 2011 s'est déroulé du 27 mars au 16 octobre 2011 et a été remporté pour la quatrième fois par Dario Franchitti sur une monoplace du Chip Ganassi Racing.

Le titre constructeur a été décroché par son équipe, alors que Scott Dixon et Will Power ont respectivement remporté le championnat sur ovale et le championnat sur circuit automobile/urbain.

Après avoir mené longtemps bataille à J. R. Hildebrand, James Hinchcliffe est parvenu à décrocher le titre de "Rookie of the year".
Cette saison a été marquée par le décès de Dan Wheldon, vainqueur des 500 miles d'Indianapolis cette année, lors de la course de Las Vegas.

## Nouveautés pour la saison 2011
- La 95e édition des 500 miles d'Indianapolis est la 3e de l'ère du centenaire, entre le 100e anniversaire de l'ouverture de la piste et le 100e anniversaire de la 1re édition.
- Sunoco devient le carburant officiel de la série[2].
- Le 11 janvier 2011, plusieurs annonces ont été élaborées en ce qui concerne l'avenir de la discipline:
  - L'organisme Indy Racing League, s'occupant du championnat IndyCar Series, a été renommé IndyCar.
  - La zone de restart a été déplacée du tournant no 3 à la zone juste avant le départ/ l'arrivée.
  - La procédure du restart sera en double file, comme en NASCAR[3].
  - Le principe de laisser regagner un tour à un concurrent proche du leader n'est plus mis en œuvre.
- Le 6 mars, la série a décidé de limiter le nombre de participants à 26, sauf pour les 500 miles d'Indianapolis et la finale à Las Vegas avec respectivement 33 et 34 concurrents[4].
- Firestone prolonge son contrat jusqu'en 2013 en tant que fournisseur officiel de la série[5].

## Calendrier

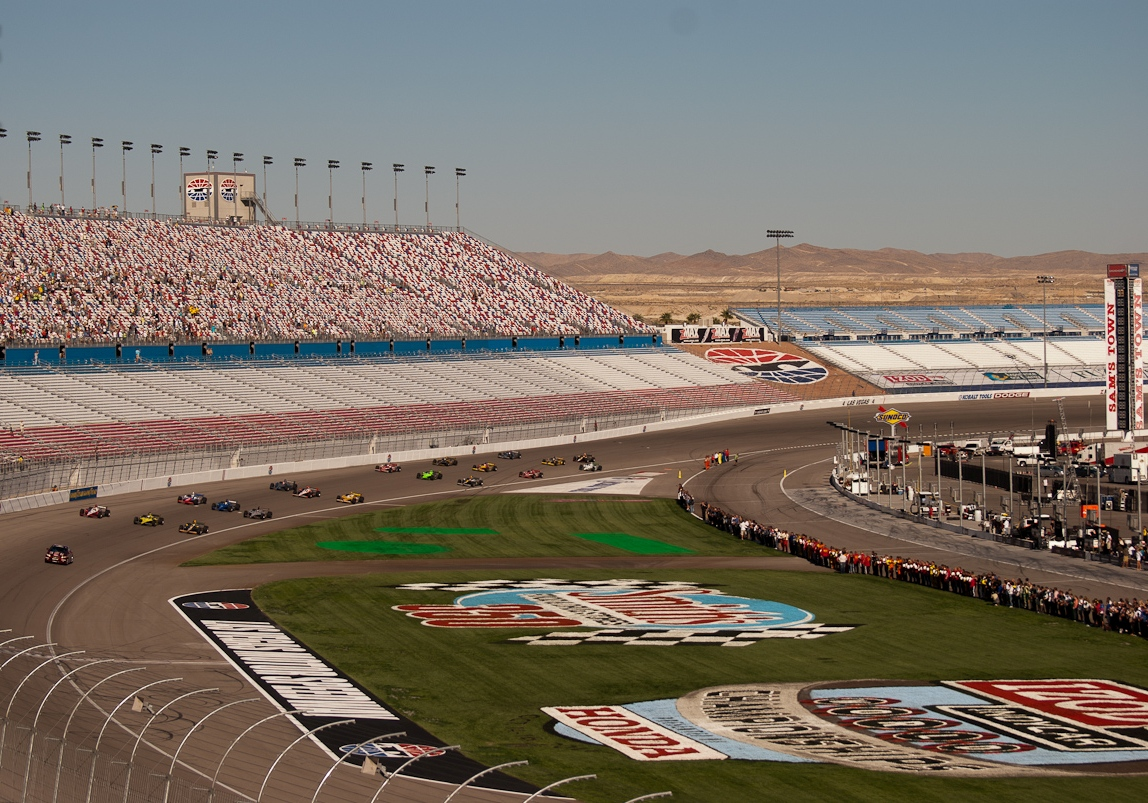
L'hommage rendu à Dan Wheldon par les pilotes échappant au carambolage, à Las Vegas.

Les courses ont eu lieu dans douze États américains différents, ainsi qu'au Brésil, au Japon et au Canada.

10 épreuves se sont déroulées sur circuit automobile ou urbain et 8 sur ovale. Celle du Texas était répartie sur 2 courses successives.
| Manche | Date          | Nom de l'épreuve                                                  | Piste                        | Localisation             | Heure (ET)           | TV     |
| ------ | ------------- | ----------------------------------------------------------------- | ---------------------------- | ------------------------ | -------------------- | ------ |
| 1      | 27 mars       | Honda Grand Prix of St. Petersburg                                | Streets of St. Petersburg    | St. Petersburg (Floride) | 12:30 p.m.           | ABC    |
| 2      | 10 avril      | Honda Indy Grand Prix of Alabama presented by Legacy Credit Union | Barber Motorsports Park      | Birmingham (Alabama)     | 3:00 p.m.            | Versus |
| 3      | 17 avril      | Toyota Grand Prix of Long Beach                                   | Streets of Long Beach        | Long Beach (Californie)  | 3:30 p.m.            | Versus |
| 4      | 1er mai 2 mai | Itaipava São Paulo Indy 300 presented by Nestlé                   | Streets of São Paulo         | São Paulo (Brésil)       | 12:00 p.m. 8:00 a.m. | Versus |
| 5      | 29 mai        | 95th Indianapolis 500                                             | Indianapolis Motor Speedway  | Speedway (Indiana)       | 11:00 a.m.           | ABC    |
| 6      | 11 juin       | Firestone Twin 275s                                               | Texas Motor Speedway         | Fort Worth (Texas)       | 8:00 p.m.            | Versus |
| 7      | 19 juin       | The Milwaukee 225                                                 | Milwaukee Mile               | West Allis (Wisconsin)   | 3:30 p.m.            | ABC    |
| 8      | 25 juin       | Iowa Corn Indy 250 Presented by Pioneer                           | Iowa Speedway                | Newton (Iowa)            | 8:00 p.m.            | Versus |
| 9      | 10 juillet    | Honda Indy Toronto                                                | Exhibition Place             | Toronto (Ontario)        | 2:00 p.m.            | Versus |
| 10     | 24 juillet    | Edmonton Indy                                                     | Edmonton City Centre Airport | Edmonton (Alberta)       | 2:00 p.m.            | Versus |
| 11     | 7 août        | Honda 200 at Mid-Ohio presented by Westfield Insurance            | Mid-Ohio Sports Car Course   | Lexington (Ohio)         | 2:00 p.m.            | Versus |
| 12     | 14 août       | MoveThatBlock.com Indy 225                                        | New Hampshire Motor Speedway | Loudon (New Hampshire)   | 3:30 p.m.            | ABC    |
| 13     | 28 août       | Indy Grand Prix of Sonoma                                         | Infineon Raceway             | Sonoma (Californie)      | 4:00 p.m.            | Versus |
| 14     | 4 septembre   | Baltimore Grand Prix                                              | Streets of Baltimore         | Baltimore (Maryland)     | 2:00 p.m.            | Versus |
| 15     | 18 septembre  | Indy Japan: The Final                                             | Twin Ring Motegi (Circuit)   | Motegi (Japon)           | 11:00 p.m.           | Versus |
| 16     | 2 octobre     | Kentucky Indy 300                                                 | Kentucky Speedway            | Sparta (Kentucky)        | 2:00 p.m.            | Versus |
| 17     | 16 octobre    | IZOD IndyCar World Championship presented by Honda                | Las Vegas Motor Speedway     | Las Vegas (Nevada)       | 3:30 p.m.            | ABC    |

## Engagés
Tous les pilotes roulaient dans une voiture munie du châssis Dallara, motorisée par Honda et chaussée par Firestone.
| Équipe                         | no | Pilote                     | Sponsor(s)                                                                | Notes |
| ------------------------------ | -- | -------------------------- | ------------------------------------------------------------------------- | --- |
| Chip Ganassi Racing            | 9  | Scott Dixon                | Target                                                                    | |
| Chip Ganassi Racing            | 10 | Dario Franchitti           | Target                                                                    | |
| Chip Ganassi Racing            | 38 | Graham Rahal               | Service Central                                                           | |
| Chip Ganassi Racing            | 83 | Charlie Kimball (R)        | Novo Nordisk                                                              | |
| Team Penske                    | 3  | Hélio Castroneves          | Shell/AAA/Penske Truck Rental/Cerveja Itaipava/GuidePoint Systems/Hitachi | |
| Team Penske                    | 6  | Ryan Briscoe               | Izod/PPG/Penske Truck Rental/GuidePoint Systems/Hitachi                   | |
| Team Penske                    | 12 | Will Power                 | Verizon Wireless                                                          | |
| Andretti Autosport             | 7  | Danica Patrick             | GoDaddy.com                                                               | |
| Andretti Autosport             | 26 | Marco Andretti             | Venom Energy Drink/Dr Pepper                                              | |
| Andretti Autosport             | 27 | Mike Conway                | Buffalo Wild Wings/Dr Pepper/7-Eleven/GoDaddy.com/DHL                     | |
| Andretti Autosport             | 28 | Ryan Hunter-Reay           | DHL/Sun Drop/Circle K/GoDaddy.com                                         | |
| Andretti Autosport             | 43 | John Andretti              | Window World                                                              | Seulement l'Indy 500, en conjonction avec le Richard Petty Motorsports.                                                                       |
| Panther Racing                 | 4  | J. R. Hildebrand (R)       | U.S. National Guard                                                       | |
| Panther Racing                 | 44 | Buddy Rice                 | Fuzzy's Vodka                                                             | 3 courses: Indy 500, Kentucky, et Las Vegas                                                                                                   |
| Dreyer & Reinbold Racing       | 11 | Davey Hamilton             | Hewlett Packard                                                           | 3 courses: Indy 500, Texas et Las Vegas only                                                                                                  |
| Dreyer & Reinbold Racing       | 22 | Justin Wilson              | Z-Line Designs/Dad's Root Beer/Walmart                                    | Wilson s'est blessé lors des essais au Mid-Ohio, il ne disputera pas les dernières épreuves de la saison.                                     |
| Dreyer & Reinbold Racing       | 22 | Simon Pagenaud (R)         | Roll Coater                                                               | Remplace Wilson au Mid-Ohio. |
| Dreyer & Reinbold Racing       | 22 | Tomas Scheckter            | MoveThatBlock.com                                                         | Remplace Wilson à Loudon. |
| Dreyer & Reinbold Racing       | 22 | Giorgio Pantano (R)        | Tran Systems/Z-Line Designs/Dad's Root Beer/WIX Filters                   | Remplace Wilson à Infineon, Baltimore, et Motegi.                                                                                             |
| Dreyer & Reinbold Racing       | 22 | Townsend Bell              | Valspar/Dad's Root Beer                                                   | Remplace Wilson au Kentucky et Las Vegas. |
| Dreyer & Reinbold Racing       | 23 | Paul Tracy                 | WIX Filters                                                               | Seulement l'Indy 500 |
| Dreyer & Reinbold Racing       | 24 | Ana Beatriz (R)            | Petroleo Ipiranga/Lubrizol                                                | Pagenaud remplace Beatriz à Barber, blessée au poignet.                                                                                       |
| Dreyer & Reinbold Racing       | 24 | Simon Pagenaud (R)         | Team Ipiranga/BlazeMaster                                                 | Pagenaud remplace Beatriz à Barber, blessée au poignet.                                                                                       |
| A. J. Foyt Enterprises         | 14 | Vitor Meira                | ABC Supply Company / DHL                                                  | |
| A. J. Foyt Enterprises         | 41 | Bruno Junqueira            | ABC Supply Company / DHL                                                  | Seulement l'Indy 500, il s'y qualifie mais sera remplacé par Hunter-Reay après négociations avec le Andretti Autosport.                       |
| A. J. Foyt Enterprises         | 41 | Ryan Hunter-Reay           | ABC Supply Company / DHL                                                  | Seulement l'Indy 500, il s'y qualifie mais sera remplacé par Hunter-Reay après négociations avec le Andretti Autosport.                       |
| Sam Schmidt Motorsports        | 17 | Martin Plowman (R)         | Snowball Express/Magnum Boots/Advantica/Freem/K.E.P.                      | 3 courses: Mid-Ohio, Sonoma et Baltimore; en conjonction avec AFS Racing (en) et Kingdom Racing                                               |
| Sam Schmidt Motorsports        | 17 | Hideki Mutoh               | Formula Dream                                                             | Seulement Motegi; en conjonction avec AFS Racing (en)                                                                                         |
| Sam Schmidt Motorsports        | 17 | Wade Cunningham (R)        | Creatherm                                                                 | Seulement Kentucky et Las Vegas; en conjonction avec AFS Racing (en)                                                                          |
| Sam Schmidt Motorsports        | 77 | Alex Tagliani              | Bowers & Wilkins                                                          | Toutes les courses, excepté Kentucky et Las Vegas                                                                                             |
| Sam Schmidt Motorsports        | 77 | Dan Wheldon                | Bowers & Wilkins                                                          | 2 courses: Kentucky et Las Vegas |
| Sam Schmidt Motorsports        | 88 | Jay Howard                 | Service Central                                                           | 2 courses: Indy 500 et Texas; en conjonction avec Rahal Letterman Lanigan Racing                                                              |
| Sam Schmidt Motorsports        | 99 | Townsend Bell              | Herbalife/Schmidt Pelfrey Racing                                          | Seulement l'Indy 500 |
| Sam Schmidt Motorsports        | 99 | Wade Cunningham (R)        | Creatherm                                                                 | Seulement Texas |
| HVM Racing                     | 78 | Simona de Silvestro        | Entergy/Purdue University                                                 | Elle a manqué l'épreuve de Sonoma. |
| HVM Racing                     | 78 | Simon Pagenaud (R)         | Entergy/Purdue University                                                 | Remplace de Silvestro à Sonoma. |
| KV Racing Technology – Lotus   | 5  | Takuma Satō                | Lotus Cars/Panasonic/MonaVie                                              | |
| KV Racing Technology – Lotus   | 59 | Ernesto Viso               | Lotus Cars/PDVSA                                                          | |
| KV Racing Technology – Lotus   | 82 | Tony Kanaan                | Lotus Cars/Geico/Cerveja Itaipava                                         | |
| Dale Coyne Racing              | 18 | James Jakes (R)            | Acorn Stairlifts/Boy Scouts of America                                    | |
| Dale Coyne Racing              | 19 | Sébastien Bourdais         | Boy Scouts of America                                                     | Toutes les courses sur circuit |
| Dale Coyne Racing              | 19 | Alex Lloyd                 | Boy Scouts of America                                                     | Toutes les courses sur ovale |
| Newman/Haas Racing             | 2  | Oriol Servià               | Telemundo/CDW                                                             | Utilise le #02 à St. Petersburg |
| Newman/Haas Racing             | 06 | James Hinchcliffe (R)      | Eric Sprott & Sprott Inc.                                                 | Toutes les courses, excepté St. Petersburg |
| Conquest Racing                | 34 | Sebastian Saavedra (R)     | Bogotá es Mundial                                                         | Toutes les courses, excepté Motegi et Kentucky                                                                                                |
| Conquest Racing                | 34 | João Paulo de Oliveira (R) | Ceremony Group                                                            | Seulement Motegi |
| Conquest Racing                | 34 | Dillon Battistini (R)      |                                                                           | Seulement Kentucky |
| Conquest Racing                | 36 | Pippa Mann (R)             | Loctite/Armando Montelongo                                                | Seulement l'Indy 500 |
| Équipe à temps partiel         |    |                            |                                                                           | |
| AFS Racing (en)                | 17 | Raphael Matos              | Automatic Fire Sprinklers                                                 | 5 courses: St. Petersburg, Barber, Long Beach, São Paulo et l'Indy 500                                                                        |
| Sarah Fisher Racing            | 57 | Tomas Scheckter            | Angie's List                                                              | Seulement Las Vegas |
| Sarah Fisher Racing            | 67 | Ed Carpenter               | Dollar General                                                            | 10 courses: Indy 500, Texas, Milwaukee, Iowa, Mid-Ohio, Loudon, Sonoma, Baltimore, Kentucky et Las Vegas                                      |
| Dragon Racing                  | 8  | Paul Tracy                 | Ralphs/Motegi Wheels/Make-A-Wish Foundation/ARMA Energy SNX               | 5 courses: Long Beach, Texas, Toronto, Edmonton et Las Vegas                                                                                  |
| Dragon Racing                  | 8  | Ho-Pin Tung (R)            | Mouser Electronics                                                        | Seulement l'Indy 500; en conjonction avec Sam Schmidt Motorsports                                                                             |
| Dragon Racing                  | 20 | Scott Speed (R)            | Fuzzy's Vodka/Vizio                                                       | Seulement l'Indy 500 Carpentier a tenté de se qualifier avec le #20 à l'Indy 500.                                                             |
| Dragon Racing                  | 20 | Patrick Carpentier         | Fuzzy's Vodka/Vizio                                                       | Seulement l'Indy 500 Carpentier a tenté de se qualifier avec le #20 à l'Indy 500.                                                             |
| Dragon Racing                  | 88 | Ho-Pin Tung (R)            | Mouser Electronics                                                        | Seulement Sonoma; en conjonction avec Sam Schmidt Motorsports                                                                                 |
| SH Racing                      | 07 | Tomas Scheckter            | REDLINE Xtreme Energy Drink                                               | 2 courses: Indy 500 et Baltimore; en conjonction avec KV Racing Technology – Lotus à l'Indy 500 et avec Dreyer & Reinbold Racing à Baltimore. |
| Bryan Herta Autosport          | 98 | Dan Wheldon                | William Rast/Curb Records                                                 | Seulement l'Indy 500 |
| Bryan Herta Autosport          | 98 | Alex Tagliani              | William Rast/Curb Records                                                 | Seulement Las Vegas |
| Rahal Letterman Lanigan Racing | 15 | Jay Howard                 | Service Central                                                           | Seulement Las Vegas |
| Rahal Letterman Lanigan Racing | 30 | Bertrand Baguette          | Royal Automobile Club of Belgium                                          | Seulement l'Indy 500 |
| Rahal Letterman Lanigan Racing | 30 | Pippa Mann (R)             | National Tire and Battery/Big O Tires                                     | 3 courses: Loudon, Kentucky et Las Vegas |

## Résultats

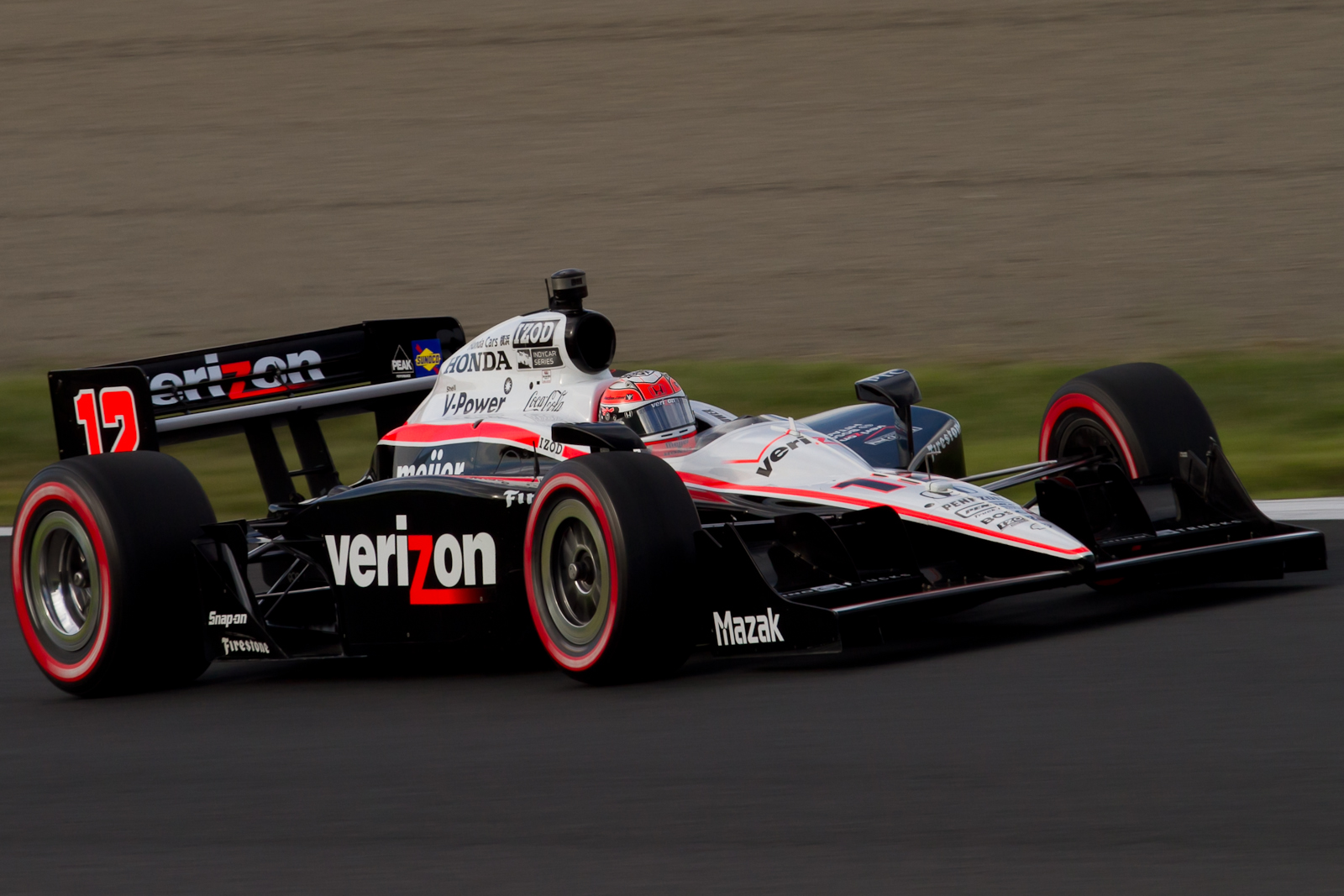
Will Power est le recordman de poles (8) et de victoires (6) cette saison.

| Manche | Course         | Pole position    | Meilleur tour                 | Plus de tours menés           | Vainqueur                     | Équipe                        |
| ------ | -------------- | ---------------- | ----------------------------- | ----------------------------- | ----------------------------- | ----------------------------- |
| 1      | St. Petersburg | Will Power       | Hélio Castroneves             | Dario Franchitti              | Dario Franchitti              | Chip Ganassi Racing           |
| 2      | Barber         | Will Power       | Scott Dixon                   | Will Power                    | Will Power                    | Team Penske                   |
| 3      | Long Beach     | Will Power       | Dario Franchitti              | Ryan Briscoe                  | Mike Conway                   | Andretti Autosport            |
| 4      | São Paulo      | Will Power       | Simona de Silvestro           | Will Power                    | Will Power                    | Team Penske                   |
| 5      | Indianapolis   | Alex Tagliani    | Dario Franchitti              | Scott Dixon                   | Dan Wheldon                   | Bryan Herta Autosport         |
| 6A     | Texas          | Alex Tagliani    | Ernesto Viso                  | Dario Franchitti              | Dario Franchitti              | Chip Ganassi Racing           |
| 6B     | Texas          | Tony Kanaan      | Scott Dixon                   | Will Power                    | Will Power                    | Team Penske                   |
| 7      | Milwaukee      | Dario Franchitti | Dario Franchitti              | Dario Franchitti              | Dario Franchitti              | Chip Ganassi Racing           |
| 8      | Iowa           | Takuma Satō      | Alex Tagliani                 | Dario Franchitti              | Marco Andretti                | Andretti Autosport            |
| 9      | Toronto        | Will Power       | Justin Wilson                 | Will Power                    | Dario Franchitti              | Chip Ganassi Racing           |
| 10     | Edmonton       | Takuma Satō      | Sébastien Bourdais            | Will Power                    | Will Power                    | Team Penske                   |
| 11     | Mid-Ohio       | Scott Dixon      | Scott Dixon                   | Scott Dixon                   | Scott Dixon                   | Chip Ganassi Racing           |
| 12     | New Hampshire  | Dario Franchitti | Scott Dixon                   | Dario Franchitti              | Ryan Hunter-Reay              | Andretti Autosport            |
| 13     | Sonoma         | Will Power       | Will Power                    | Will Power                    | Will Power                    | Team Penske                   |
| 14     | Baltimore      | Will Power       | Will Power                    | Will Power                    | Will Power                    | Team Penske                   |
| 15     | Motegi         | Scott Dixon      | Giorgio Pantano               | Scott Dixon                   | Scott Dixon                   | Chip Ganassi Racing           |
| 16     | Kentucky       | Will Power       | Ed Carpenter                  | Dario Franchitti              | Ed Carpenter                  | Sarah Fisher Racing           |
| 17     | Las Vegas      | Tony Kanaan      | Course stoppée après 13 tours | Course stoppée après 13 tours | Course stoppée après 13 tours | Course stoppée après 13 tours |

## Classement final
| 1   | Dario Franchitti       | 1*  | 3   | 3   | 4   | 9    | 12   | 1*  | 7   | 1*  | 5*  | 1   | 3   | 2   | 20* | 4   | 4   | 8   | 2*  | C   | 573 |
| 2   | Will Power             | 2   | 1*  | 10  | 1*  | 5    | 14   | 3   | 1*  | 4   | 21  | 24* | 1*  | 14  | 5   | 1*  | 1*  | 2   | 19  | C   | 555 |
| 3   | Scott Dixon            | 16  | 2   | 18  | 12  | 2    | 5*   | 2   | 2   | 7   | 3   | 2   | 23  | 1*  | 3   | 5   | 5   | 1*  | 3   | C   | 518 |
| 4   | Oriol Servià           | 9   | 5   | 6   | 5   | 3    | 6    | 21  | 15  | 3   | 14  | 12  | 22  | 8   | 2   | 11  | 2   | 5   | 6   | C   | 425 |
| 5   | Tony Kanaan            | 3   | 6   | 8   | 22  | 23   | 4    | 11  | 5   | 19  | 2   | 26  | 4   | 5   | 22  | 28  | 3   | 17  | 17  | C   | 366 |
| 6   | Ryan Briscoe           | 18  | 21  | 2*  | 3   | 27   | 27   | 6   | 3   | 11  | 6   | 7   | 10  | 16  | 8   | 3   | 14  | 20  | 8   | C   | 364 |
| 7   | Ryan Hunter-Reay       | 21  | 14  | 23  | 18  | DNQ  | 23   | 19  | 9   | 26  | 8   | 3   | 7   | 3   | 1   | 10  | 8   | 24  | 5   | C   | 347 |
| 8   | Marco Andretti         | 24  | 4   | 26  | 14  | 28   | 9    | 13  | 6   | 13  | 1   | 4   | 14  | 7   | 24  | 24  | 25  | 3   | 27  | C   | 337 |
| 9   | Graham Rahal           | 17  | 18  | 13  | 2   | 30   | 3    | 9   | 30  | 2   | 15  | 13  | 25  | 24  | 26  | 8   | 10  | 12  | 12  | C   | 320 |
| 10  | Danica Patrick         | 12  | 17  | 7   | 23  | 26   | 10   | 16  | 8   | 5   | 10  | 19  | 9   | 21  | 6   | 21  | 6   | 11  | 10  | C   | 314 |
| 11  | Hélio Castroneves      | 20  | 7   | 12  | 21  | 16   | 17   | 10  | 4   | 9   | 7   | 17  | 2   | 19  | 17  | 2   | 17  | 22  | 29  | C   | 312 |
| 12  | James Hinchcliffe      |     | 24  | 4   | 9   | 13   | 29   | 20  | 19  | 6   | 9   | 14  | 15  | 20  | 4   | 7   | 24  | 15  | 4   | C   | 302 |
| 13  | Takuma Satō            | 5   | 16  | 21  | 8   | 10   | 33   | 5   | 12  | 8   | 19  | 20  | 21  | 4   | 7   | 18  | 18  | 10  | 15  | C   | 297 |
| 14  | J. R. Hildebrand       | 11  | 13  | 17  | 10  | 12   | 2    | 23  | 18  | 21  | 4   | 8   | 11  | 25  | 21  | 23  | 19  | 7   | 20  | C   | 296 |
| 15  | Alex Tagliani          | 6   | 15  | 5   | 19  | 1    | 28   | 4   | 14  | 18  | 16  | 23  | 17  | 6   | 19  | 20  | 7   | 4   |     | C   | 296 |
| 16  | Vitor Meira            | 8   | 12  | 9   | 17  | 11   | 15   | 8   | 11  | 24  | 18  | 5   | 12  | 10  | 10  | 22  | 9   | 25  | 16  | C   | 287 |
| 17  | Mike Conway            | 23  | 22  | 1   | 6   | DNQ  | DNQ  | 24  | 17  | 12  | 24  | 22  | 8   | 26  | 25  | 16  | 23  | 9   | 18  | C   | 260 |
| 18  | Ernesto Viso           | 19  | 23  | 25  | 13  | 18   | 32   | 7   | 10  | 20  | 17  | 9   | 20  | 15  | 12  | 9   | 15  | 21  | 23  | C   | 241 |
| 19  | Charlie Kimball        | 22  | 10  | 24  | 16  | 29   | 13   | 30  | 23  | 14  | 22  | 21  | 19  | 11  | 9   | 26  | 21  | 23  | 13  | C   | 233 |
| 20  | Simona de Silvestro    | 4   | 9   | 20  | 20  | 24   | 31   | 26  | 27  | 25  | DNS | 10  | 24  | 12  | 16  |     | 12  | 14  | 25  | C   | 225 |
| 21  | Ana Beatriz            | 14  |     | 19  | 24  | 33   | 21   | 22  | 22  | 17  | 23  | 11  | 13  | 17  | 14  | 13  | 16  | 19  | 24  | C   | 212 |
| 22  | James Jakes            | 15  | 25  | 15  | 15  | DNQ  | DNQ  | 25  | 28  | 15  | 25  | 18  | 18  | 23  | 18  | 19  | 27  | 13  | 21  | C   | 189 |
| 23  | Sébastien Bourdais     | DNS | 11  | 27  | 26  |      |      |     |     |     |     | 6   | 6   | 9   |     | 6   | 28  | 6   |     |     | 188 |
| 24  | Justin Wilson          | 10  | 19  | 22  | 7   | 20   | 16   | 17  | 21  | 10  | 12  | 15  | 5   | Wth |     |     |     |     |     |     | 183 |
| 25  | Sebastian Saavedra     | 13  | 26  | 14  | 11  | DNQ  | DNQ  | 28  | 29  | 23  | 20  | 25  | 16  | 27  | 15  | 14  | 13  |     |     | C   | 178 |
| 26  | Ed Carpenter           |     |     |     |     | 8    | 11   | 18  | 16  | 16  | 11  |     |     | 22  | 11  | 25  | 20  |     | 1   | C   | 175 |
| 27  | Alex Lloyd             |     |     |     |     | 31   | 19   | 14  | 24  | 22  | 13  |     |     |     | 13  |     |     |     | 26  | C   | 85  |
| 28  | Dan Wheldon            |     |     |     |     | 6    | 1    |     |     |     |     |     |     |     |     |     |     |     | 14  | C   | 75  |
| 29  | Paul Tracy             |     |     | 16  |     | 25   | 25   | 12  | 13  |     |     | 16  | 26  |     |     |     |     |     |     | C   | 68  |
| 30  | Raphael Matos          | 7   | 20  | 11  | 25  | DNQ  | DNQ  |     |     |     |     |     |     |     |     |     |     |     |     |     | 67  |
| 31  | Simon Pagenaud         |     | 8   |     |     |      |      |     |     |     |     |     |     | 13  |     | 15  |     |     |     |     | 56  |
| 32  | Tomas Scheckter        |     |     |     |     | 22   | 8    |     |     |     |     |     |     |     | 23  |     | 22  |     |     | C   | 52  |
| 33  | Martin Plowman         |     |     |     |     |      |      |     |     |     |     |     |     | 18  |     | 12  | 11  |     |     |     | 49  |
| 34  | Buddy Rice             |     |     |     |     | 7    | 18   |     |     |     |     |     |     |     |     |     |     |     | 9   | C   | 42  |
| 35  | Townsend Bell          |     |     |     |     | 4    | 26   |     |     |     |     |     |     |     |     |     |     |     | 11  | C   | 40  |
| 36  | Giorgio Pantano        |     |     |     |     |      |      |     |     |     |     |     |     |     |     | 17  | 26  | 16  |     |     | 37  |
| 37  | Wade Cunningham        |     |     |     |     |      |      | 29  | 26  |     |     |     |     |     |     |     |     |     | 7   | C   | 36  |
| 38  | Pippa Mann             |     |     |     |     | 32   | 20   |     |     |     |     |     |     |     | DNS |     |     |     | 22  | C   | 32  |
| 39  | Bertrand Baguette      |     |     |     |     | 14   | 7    |     |     |     |     |     |     |     |     |     |     |     |     |     | 30  |
| 40  | Jay Howard             |     |     |     |     | 21   | 30   | 15  | 20  |     |     |     |     |     |     |     |     |     |     | C   | 27  |
| 41  | Davey Hamilton         |     |     |     |     | 15   | 24   | 27  | 25  |     |     |     |     |     |     |     |     |     |     | C   | 26  |
| 42  | John Andretti          |     |     |     |     | 17   | 22   |     |     |     |     |     |     |     |     |     |     |     |     |     | 16  |
| 43  | Hideki Mutoh           |     |     |     |     |      |      |     |     |     |     |     |     |     |     |     |     | 18  |     |     | 12  |
| 44  | João Paulo de Oliveira |     |     |     |     |      |      |     |     |     |     |     |     |     |     |     |     | 26  |     |     | 10  |
| 45  | Ho-Pin Tung            |     |     |     |     | DNQ  | DNQ  |     |     |     |     |     |     |     |     | 27  |     |     |     |     | 10  |
| 46  | Dillon Battistini      |     |     |     |     |      |      |     |     |     |     |     |     |     |     |     |     |     | 28  |     | 10  |
| 47  | Bruno Junqueira        |     |     |     |     | 19   | Wth  |     |     |     |     |     |     |     |     |     |     |     |     |     | 4   |
|     | Patrick Carpentier     |     |     |     |     | DNQ  | DNQ  |     |     |     |     |     |     |     |     |     |     |     |     |     | 0   |
|     | Scott Speed            |     |     |     |     | DNQ  | DNQ  |     |     |     |     |     |     |     |     |     |     |     |     |     | 0   |
| Pos | Pilote                 | STP | ALA | LBH | SAO | QL   | 500  | R1  | R2  | MIL | IOW | TOR | EDM | MDO | NHA | SNM | BAL | MOT | KTY | LSV | Pts |
| Pos | Pilote                 | STP | ALA | LBH | SAO | INDY | INDY | TXS | TXS | MIL | IOW | TOR | EDM | MDO | NHA | SNM | BAL | MOT | KTY | LSV | Pts |

| Couleur    | Résultat             |
| ---------- | -------------------- |
| Or         | Vainqueur            |
| Argent     | 2e                   |
| Bronze     | 3e                   |
| Vert       | 4e-5e                |
| Bleu clair | 6e-10e               |
| Bleu foncé | Hors du top 10       |
| Pourpre    | Abandon              |
| Rouge      | Non-qualifié (DNQ)   |
| Brun       | Retiré (Wth)         |
| Noir       | Disqualifié (DSQ)    |
| Blanc      | Pas au départ (DNS)  |
| Blanc      | Course stoppée (C)   |
| Vide       | Pas de participation |

| Notation          |                                                     |
| Gras              | Pole position (1 point) Exception: Indianapolis 500 |
| Italique          | Meilleur tour en course                             |
| *                 | Plus de tours menés (2 points)                      |
| DNS               | Pilote qualifié mais pas au départ(DNS).            |
| Rookie de l'année |                                                     |
| Rookie            |                                                     |

| Couleur    | Résultat             |
| ---------- | -------------------- |
| Or         | Vainqueur            |
| Argent     | 2e                   |
| Bronze     | 3e                   |
| Vert       | 4e-5e                |
| Bleu clair | 6e-10e               |
| Bleu foncé | Hors du top 10       |
| Pourpre    | Abandon              |
| Rouge      | Non-qualifié (DNQ)   |
| Brun       | Retiré (Wth)         |
| Noir       | Disqualifié (DSQ)    |
| Blanc      | Pas au départ (DNS)  |
| Blanc      | Course stoppée (C)   |
| Vide       | Pas de participation |

| Notation          |                                                     |
| Gras              | Pole position (1 point) Exception: Indianapolis 500 |
| Italique          | Meilleur tour en course                             |
| *                 | Plus de tours menés (2 points)                      |
| DNS               | Pilote qualifié mais pas au départ(DNS).            |
| Rookie de l'année |                                                     |
| Rookie            |                                                     |

Les points sont distribués de la manière suivante:
| Position                       | 1  | 2  | 3  | 4  | 5  | 6  | 7  | 8  | 9  | 10 | 11 | 12 | 13 | 14 | 15 | 16 | 17 | 18 | 19 | 20 | 21 | 22 | 23 | 24 | 25 | 26 | 27 | 28 | 29 | 30 | 31 | 32 | 33 |
| ------------------------------ | -- | -- | -- | -- | -- | -- | -- | -- | -- | -- | -- | -- | -- | -- | -- | -- | -- | -- | -- | -- | -- | -- | -- | -- | -- | -- | -- | -- | -- | -- | -- | -- | -- |
| Toutes les courses(sauf Texas) | 50 | 40 | 35 | 32 | 30 | 28 | 26 | 24 | 22 | 20 | 19 | 18 | 17 | 16 | 15 | 14 | 13 | 12 | 12 | 12 | 12 | 12 | 12 | 12 | 10 | 10 | 10 | 10 | 10 | 10 | 10 | 10 | 10 |
| Texas                          | 25 | 20 | 18 | 16 | 15 | 14 | 13 | 12 | 11 | 10 | 9  | 9  | 8  | 8  | 7  | 7  | 6  | 6  | 6  | 6  | 6  | 6  | 6  | 6  | 5  | 5  | 5  | 5  | 5  | 5  | 5  | 5  | 5  |
| Qualification à l'Indy 500     | 15 | 13 | 12 | 11 | 10 | 9  | 8  | 7  | 6  | 4  | 4  | 4  | 4  | 4  | 4  | 4  | 4  | 4  | 4  | 4  | 4  | 4  | 4  | 4  | 3  | 3  | 3  | 3  | 3  | 3  | 3  | 3  | 3  |

- Des points supplémentaires sont attribués aux pilotes selon leurs performances aux qualifications à l'Indy 500.
- La course au Texas est divisée en 2 courses, chacune distribuant la moitié des points.
- En cas d'égalité, le championnat se joue sur le nombre de victoires, suivi du nombre de 2e places, 3e places, etc. Ensuite par le nombre de pole position, de 2e places sur la grille, etc.